# 周期性四肢麻痺
周期性四肢麻痺(しゅうきせいししまひ、英: Periodic Paralysis, PP)とは、突然に発作として、両側性に全身の筋力が失われ、しばらくして再び正常に戻る可逆性疾患。
日本を含む東アジア地方では甲状腺機能亢進症に伴う低カリウム性周期性四肢麻痺が多い。この場合は、甲状腺もしくは電解質異常であり、内分泌疾患である。
甲状腺機能亢進症を伴わない場合には遺伝性疾患である。難病法により、遺伝性のPPに関して指定難病となった。

## 原因
遺伝性のPPの場合、骨格筋型カルシウムチャネルαサブユニット(CACNA1S)や骨格筋型ナトリウムチャネルαサブユニット(SCN4A) の遺伝子に異常がある。PPに不整脈および骨格の奇形を伴うAndersen-Tawil症候群では、カリウムチャネル(KCNJ2, KCNJ5)の遺伝子に異常がある。この他にも知られていない原因遺伝子が存在すると考えられ、変異が見つけられない症例が存在する。 

## 疫学
日本における遺伝性のPPの患者数は約1000人とされている。

## 症状
近位筋優位の、対称性、発作性の筋力低下・弛緩性麻痺。前兆なく突然発症する。
脱力発作は1時間以内が多いが、数日にわたり遷延することもある。
遺伝性のPPに関して述べる。脱力の程度も、下肢のみといった限局性筋力低下から完全四肢麻痺まである。発作の頻度も幅があり、毎日から生涯に数回までがある。顔面・嚥下・呼吸筋の麻痺はあまり見られず、感覚や膀胱直腸障害はない。平均的には、高カリウム性は低カリウム性より程度も軽く持続も短い。その一方、初回の発作は低カリウム性が思春期ごろであるのに対し、高カリウム性は小児期と早い。特殊なタイプとしてAndersen-Tawil 症候群では、PPに不整脈と骨格奇形を合併する。高カリウム性では筋強直現象を臨床的にあるいは電気生理学的にしばしば認め、先天性パラミオトニーと症状がオーバーラップしていると言われる。発作の間欠期には筋力低下を認めないことが多いが、とくに低カリウム性において進行性・持続性の筋力低下を示す例が存在する。 

## 発作の誘因
低カリウム性では、糖質の摂取後発作が起こることがある。血糖上昇に伴い、インスリンが分泌され、ブドウ糖とカリウムイオンが血中から細胞内へ取り込まれ、低カリウム血症が増悪するためといわれる。
遺伝性のPPに関して、低カリウム性のトリガーとして、高炭水化物食、運動後の安静などがあげられ、高カリウム性のトリガーとして、寒冷、運動後の安静などがあげられる。

## 分類

### 遺伝性の周期性四肢麻痺
通常は常染色体優性遺伝し、家族間の表現型に大きな広がりを持つ。つまり、片方の親だけに遺伝子変異があれば優性遺伝に従って子供は発症するが、同じ変異を有する家族の間で重症度が同じとは限らない。
- 低カリウム性周期性四肢麻痺(低K性, HypoKPP)(Online 'Mendelian Inheritance in Man' (OMIM) 170400)：遺伝的にカルシウムチャネルに異常があるものがある。

- 高カリウム性周期性四肢麻痺(高K性, HyperKPP)(Online 'Mendelian Inheritance in Man' (OMIM) 170500)：大部分はナトリウムチャネルの変異による。

- 正カリウム性周期性四肢麻痺(正K性, normKPP)：高カリウム性、正カリウム性、先天性パラミオトニアは共通の遺伝子SCN4Aに原因があり、3者を同一の疾患と考える見方がある。

- 先天性パラミオトニア (Online 'Mendelian Inheritance in Man' (OMIM) 168300)：高カリウム性周期性四肢麻痺を伴うこともあれば、単独の症状を呈する場合もある。先天性パラミオトニアの最も特徴的な症状は、運動の最中に、筋収縮の発作を発症することである。

- Andersen-Tawil症候群 (Online 'Mendelian Inheritance in Man' (OMIM) 170390)： 気絶や突然死を引き起こす顕著な不整脈を含む周期性四肢麻痺。カリウム濃度は発作の間、低い、高い、正常の場合がある。脊柱側彎症、合指症、斜指症、小顎症、低位耳介といった骨格異常を伴うことがある。

### 二次性周期性四肢麻痺
なんらかの原疾患があり、それに伴うカリウム異常によって発症するもの。以下に挙げる疾患などが原因となる。
- 低カリウム性周期性四肢麻痺：甲状腺機能亢進症、嘔吐や下痢、尿中へのカリウム排泄の増加（利尿薬や腎泌尿器疾患など）など
- 高カリウム性周期性四肢麻痺：慢性原発性副腎皮質機能低下症、薬剤、腎不全、カリウムの過剰投与など

## 診断
日本では難病法で用いるために、遺伝性のPPについて診断基準が作成された。

## 検査
- 血清カリウム濃度: 診断・治療方針決定に必須。カリウム値によっては、不整脈を来すなど生命予後に関わることもある。
- TSH,free T3,free T4:  日本では、甲状腺機能亢進症によるものが多いので、必須

甲状腺機能亢進症確定後には、TRAb, 抗TPO抗体, 頸部超音波検査などを行う。

## 治療
- 発作時

血清Kの是正を行う。
低カリウム血症である場合は、緩徐にカリウムを含む輸液を行う。
高カリウム性では発作時にカルシウムを緩徐に経静脈的に投与。
- 予防

低カリウム性の場合は、スローケー®などのカリウム徐放剤を内服。
高カリウム性ではアセタゾラミド内服。
遺伝性のPPに関して、根本治療は無い。発作時の対症療法、間欠期の予防に分けられるが、十分な効果が得られないことも多い。 高カリウム性では麻痺は軽度で持続も短いことが多いが、高カリウムによる不整脈 、心停止に注意する必要がある。 予防として低カリウム性および高カリウム性の両方にアセタゾラミドが有効な例があるが、逆に無効や増悪例もある。

## 予後
遺伝性のPPに関して、小児期から中年期まで麻痺発作を繰り返すが、初老期以降回数が減ることが多い。進行性・持続性の筋力低下を示す症例があり、低カリウム性の約 1/4 に認められる。 